# Жаре
Жаре је једно од првих насеља на острву Мљету, а налази се између данашњих насеља Корита и Саплунаре.

## Историја
Историја насеља Жаре досеже још у античко доба када је романско становништво из Полача романизовало Илире на источној страни острва и који су тамо имали радионице за израду керамичког посуђа. Римљани су у Жари организовали и надгледали копање песка, којим то подручје обилује и којег су касније галијама пребацивали до залива Полаче како би га користили за иградњу палата, базилика и осталих грађевина.
Одласком романског становништва с острва, Жаре, као насеље, нестају, али ће на истом месту никнути ново насеље већ у 13. веку, стотињак година после напуштања. Жаре ће населити Словени из Врхмљећа, који ће тамо утврдити добро организовано насеље, али ће убрзо из Жаре становници почети одлазити у суседно насеље Корита, јер је подручје Жаре било лако видљиво с мора те је то представљало реалну опасност од гусарских напада. У почетку су Корита и Жаре заједно коегзистирали, али све већим премештањем становника у Корита неминовно је довело до гашења старе матице у Жарама.
Данас на том локалитету постоје бројни остаци некадашњих насеља, који недвосмислено показују на привредне домете ондашњих становника, који су се на првом месту бавили риболовом и узгајањем маслина и винове лозе. После гашења матице, на том месту никад више није никло ново насеље, а данас су тамо виногради и маслињаци локалног становништва.